# ارتباع

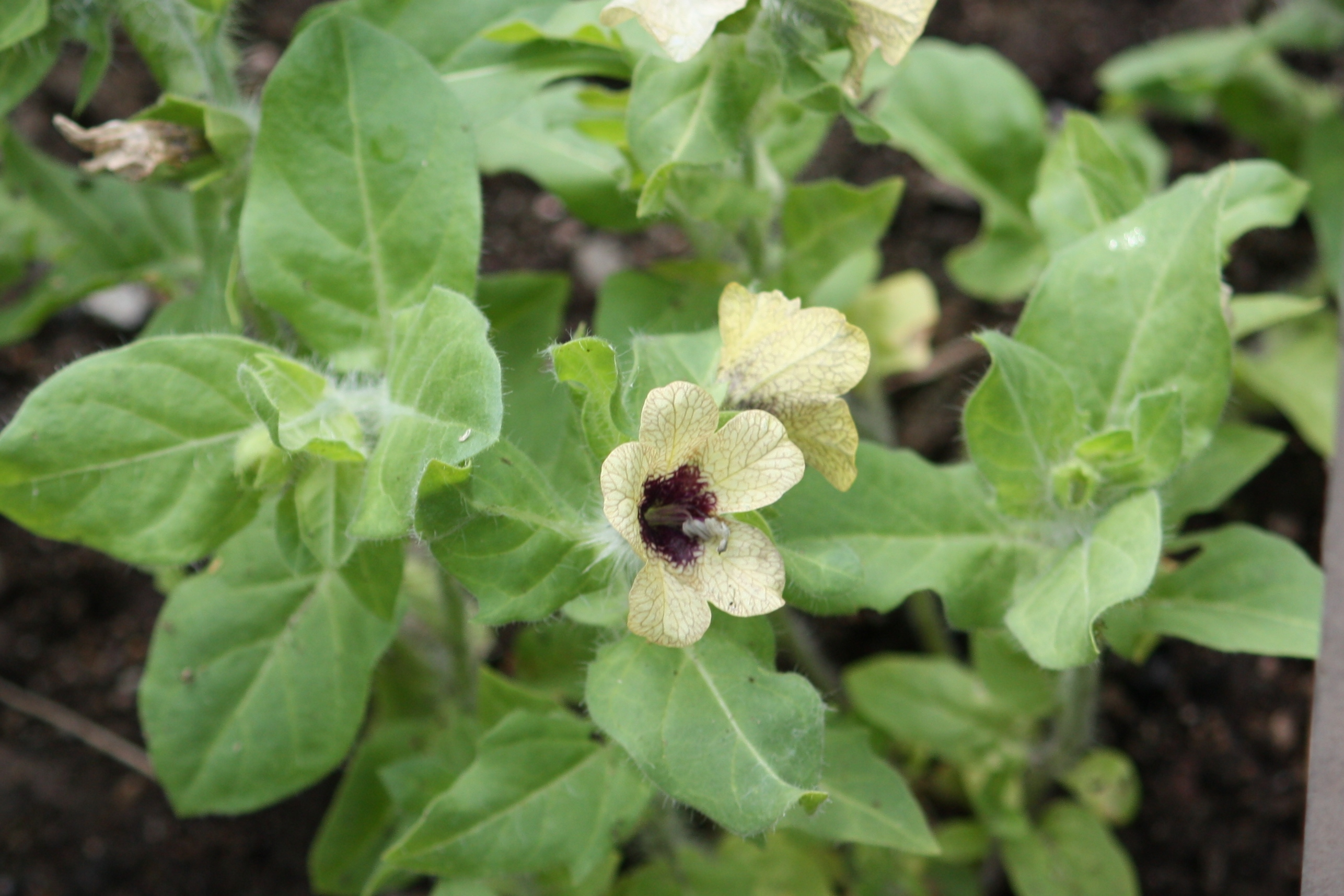
العديد من أنواع البنج الأسود تتطلب الارتباع قبل إزهارها.

الارتباع أو الدِّمَاكة أو التجميد التنشيطي (بالإنجليزية: Vernalization)‏، هو الحاجة إلى فترة تبريد مُفاجئ للبذور والمجاميع الخضرية لكي يَحدُثَ الإزهار، ما يعني تقصير فترة النمو الخضري ودفع النباتات إلى الإزهار المُبكر. الكثير من النباتات التي تُزرع في المناخ المعتدل تحتاج إلى عملية الارتباع ويتطلب ذلك انخفاض درجة الحرارة في فصل الشتاء لبدء أو تسريع الإزهار. وهذا يعني بأن العملية الإنجابية وإنتاج البذور يحدث في فصل الصيف أو الربيع وليس في الخريف. ودرجة الحرارة المُثلى للارتباع هي  ما بين 5 و 10 درجة مئوية. الارتباع يسمح باستمرار العمليات الحيوية التي تجري أثناء فترة النشاط وهذا يعمل على إسراع عمليات فسيولوجية مُعينة تؤدي إلى الانتقال إلى مرحلة الإزهار في فترة قصيرة نسبياً.